# S/S Hurma

S/S Hurma är en finsk vedeldad bogserbåt som byggdes 1902 på Viipurin konepaja i Viborg åt T.&J. Salvesen Oys sågverk i Villmanstrand.  
När sågverket övertogs av Kaukas år 1916 ingick Hurma i köpet. De försökte förgäves att sälja bogserbåten och hyrde ut henne tillfälligt till Rysslands handels- och indutriministerium som hade i uppdrag att skaffa finländsk ved till Sankt Petersburg.
År 1935 byggdes hon om till isbrytare på bolagets skeppsvarv och under andra världskriget användes hon som isbrytare av Försvarsmakten. Efter kriget återgick Hurma till att bogsera timmersläp och pråmar.
Från 1959 och några år framåt var  hon upplagd på grund av höga driftskostnader, men när ångpannan byggdes om till oljeeldning år 1965 behövdes inga eldare och besättningen och kostnaderna kunde minskas. År 1969 övertogs hon av Tehdaspuu Oy.
Hurma tjänstgjorde som bogserare till 1974 och användes därefter av bolaget som representationsfartyg. Skorstensmärket byttes ut mot  
UPM:s logotyp år 1996 och året efter konverterades ångpannan tillbaka till vedeldning.
Varje sommar seglar Hurma med UPM:s gäster och personal. Hon har en besättning på tre personer och kan ta upp till 30 passagerare.